# Толентино
Толентино (итал. Tolentino) — коммуна в Италии, располагается в регионе Марке, в провинции Мачерата.
Население составляет 20228 человек (2008 г.), плотность населения составляет 198 чел./км². Занимает площадь 95 км². Почтовый индекс — 62029. Телефонный код — 0733.
Покровителем коммуны почитается святой Катерв Толентинский, празднование 17 октября.

## Демография
Динамика населения:

## Администрация коммуны
- Официальный сайт: http://www.comune.tolentino.mc.it